# Las Vegas City Hall

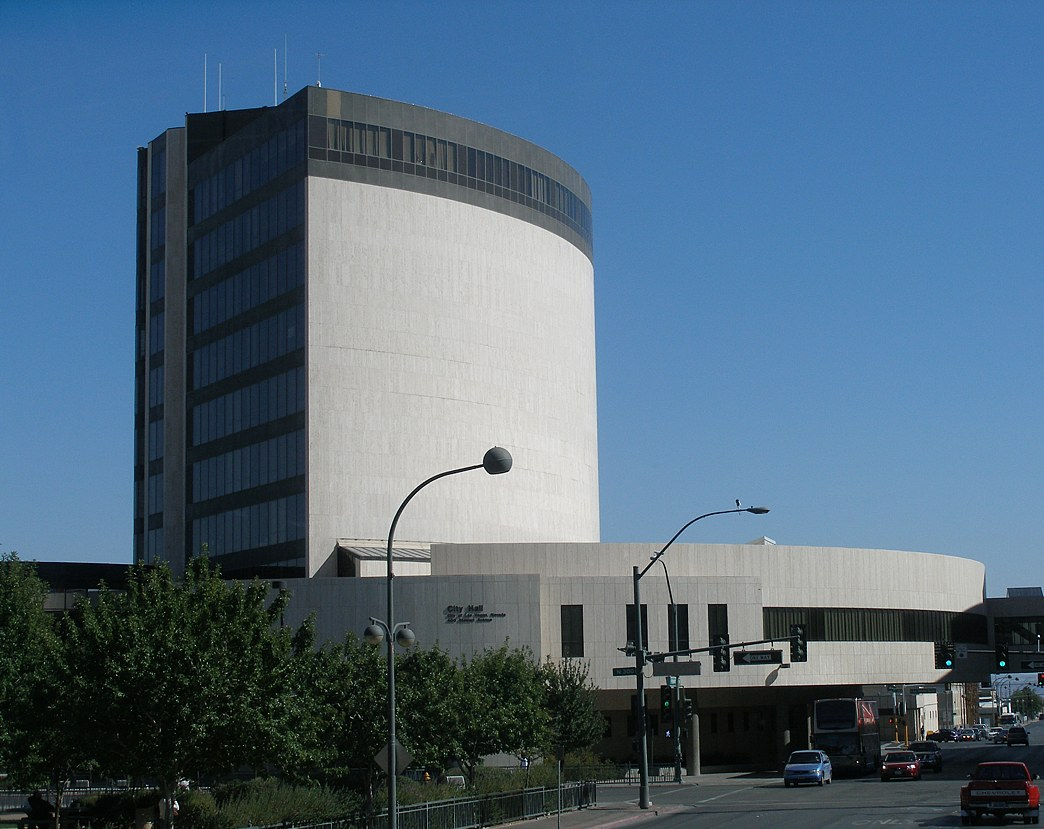
Die Las Vegas City Hall

Die Las Vegas City Hall ist Sitz der Stadtverwaltung von Las Vegas (Nevada).
Das zehnstöckige, 49,64 Meter hohe Gebäude wurde 1973 fertiggestellt und gilt als typisches Beispiel für den Stil der Moderne in den 60er Jahren. Dem keilförmigen, mit Marmor verkleideten Hauptgebäude ist ein dreistöckiger, kreisförmiger Flügel vorgebaut, der eine offene Plaza umgibt. 2002 erfolgte ein Anbau, bei dem zusätzlicher Büroraum und ein Parkhaus, welches über einen Skyway mit der Las Vegas City Hall verbunden ist, ergänzt wurden. Im folgenden Jahr wurde diese neue Struktur mit einem Preis des American Institute of Architects der Sektion Nevada ausgezeichnet.
2010 wurde mit dem Bau einer neuen Stadtverwaltung begonnen, der 2012 abgeschlossen sein soll.